# هرتسگ‌سانتو
هرتسِگ‌سانتو (به مجاری:  Hercegszántó) یک منطقهٔ مسکونی در مجارستان است که در ناحیه بایا واقع شده‌است. هرتسگ‌سانتو ۶۸٫۵۵ کیلومتر مربع مساحت و ۲٬۳۲۹ نفر جمعیت دارد.